# Розалі (Небраска)
Розалі (англ. Rosalie) — селище (англ. village) в США, в окрузі Терстон штату Небраска. Населення — 159 осіб (2020).

## Географія
Розалі розташоване за координатами 42°3′26″ пн. ш. 96°30′46″ зх. д. / 42.05722° пн. ш. 96.51278° зх. д. (42.057348, -96.512761).  За даними Бюро перепису населення США в 2010 році селище мало площу 0,51 км², уся площа — суходіл.

## Демографія
Згідно з переписом 2010 року, у селищі мешкало 160 осіб у 70 домогосподарствах у складі 35 родин. Густота населення становила 316 осіб/км².  Було 83 помешкання (164/км²).
Расовий склад населення:
| - 75,6 % — білих - 16,3 % — корінних американців - 1,9 % — чорних або афроамериканців |

До двох чи більше рас належало 5,6 %. Частка іспаномовних становила 4,4 % від усіх жителів.
За віковим діапазоном населення розподілялося таким чином: 20,6 % — особи молодші 18 років, 58,1 % — особи у віці 18—64 років, 21,3 % — особи у віці 65 років та старші. Медіана віку мешканця становила 43,8 року. На 100 осіб жіночої статі у селищі припадало 110,5 чоловіків;  на 100 жінок у віці від 18 років та старших — 111,7 чоловіків також старших 18 років.
Середній дохід на одне домашнє господарство  становив 49 075 доларів США (медіана — 39 583), а середній дохід на одну сім'ю — 56 595 доларів (медіана — 49 375). Медіана доходів становила 36 875 доларів для чоловіків та 32 500 доларів для жінок. За межею бідності перебувало 20,6 % осіб, у тому числі 35,4 % дітей у віці до 18 років та 20,0 % осіб у віці 65 років та старших.
Цивільне працевлаштоване населення становило 89 осіб. Основні галузі зайнятості: освіта, охорона здоров'я та соціальна допомога — 31,5 %, виробництво — 15,7 %, роздрібна торгівля — 12,4 %, сільське господарство, лісництво, риболовля — 11,2 %.